# Julius Röntgen

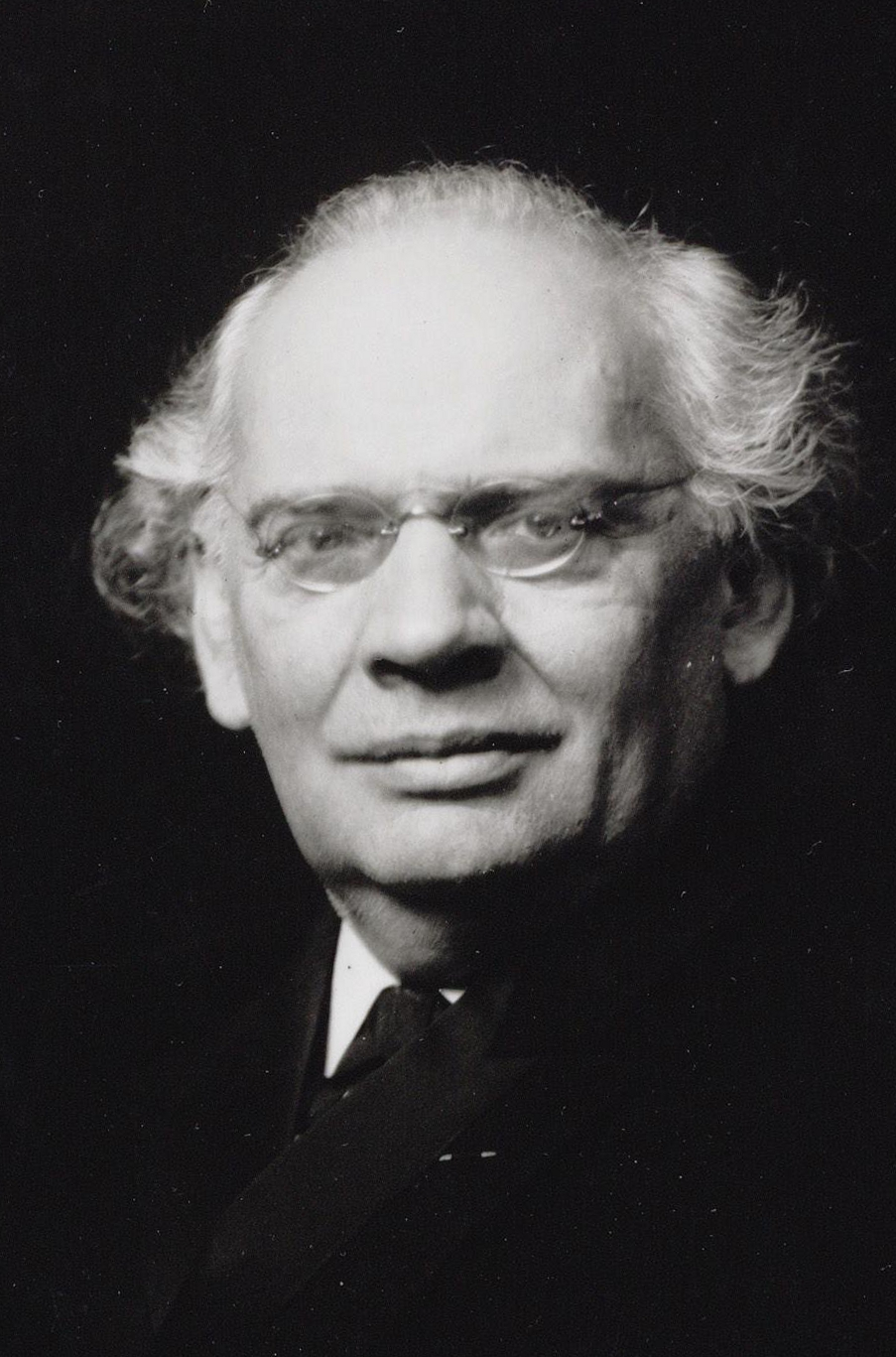
Julius Röntgen.

Julius Röntgen, född 9 maj 1855 i Leipzig, död 13 september 1932 i Utrecht, var en tysk pianist och tonsättare. Han var son till Engelbert Röntgen och ingick 1880 äktenskap med faderns elev Amanda Maier.
Efter studier vid musikkonservatoriet i Leipzig verkade Röntgen från början av 1880-talet som konservatorielärare i Amsterdam, till 1898 jämväl som dirigent där. Han komponerade bland annat flera kammarmusikverk samt konserter, orkester- och körverk, operan Agnete (1914) och satte för kör gamla nederländska folkvisor.